# Harriet Sutherland-Leveson-Gower, vévodkyně ze Sutherlandu
Harriet Sutherland-Leveson-Gower, vévodkyně ze Sutherlandu (21. května 1806–27. října 1868; rozená Lady Harriet Elizabeth Georgiana Howardová) byla nejvyšší hofmistryní pod několika Whigovskými správami: 1837–1841, 1846–1852, 1853–1858 a 1859–1861; a velkou přítelkyní královny Viktorie. Byla významnou postavou ve vysoké londýnské společnosti a využívala své společenské postavení k tomu, aby pořádala různé filantropické projekty, včetně protestu anglických žen proti americkému otroctví.

## Původ
Harriet se narodila jako třetí dcera George Howarda, 6. hraběte z Carlisle a jeho manželky Georgiany Cavendishové, dcery známé Georgiany, vévodkyně z Devonshire.

## Manželství
28. května 1823 se Harriet provdala za svého bratrance George Sutherland-Leveson-Gower, hraběte z Goweru (1786-1861), který byl v roce 1808 zvolen poslancem za St Mawes, Cornwall a v roce 1833 se stal po otci 2. vévodou ze Sutherlandu. George byl o dvacet let starší než Harriet, ale jejich svazek byl naplněn láskou a vzešlo z něj sedm dcer a čtyři synové.
Harriet měla ve společnosti vliv, pomáhalo jí také přátelství s královnou Viktorií, stejně jako její velké bohatství. Pod jejím vlivem se stal Stafford house, Svatojakubský palác důležitým centrem společnosti a počátečním místem různých filantropických podniků. Vévodkyně pomohla organizovat petici proti otroctví, "Stafford House Address". Bývalá první dáma Julia Gardiner Tylerová na to reagovala napsáním obhajoby otroctví s názvem "Ženy Anglie vs. ženy Ameriky". Bývalá otrokyně Harriet Ann Jacobsová na "Ženy Anglie vs. ženy Ameriky" reagovala napsáním dopisu do New York Tribune.
Vévodkynin postoj k otroctví byl silně kritizován Karlem Marxem, protože její tchyně, předchozí vévodkyně Elizabeth, byla úzce spojena s vyklízením obyvatel ze Sutherlandu o třicet let dříve, aby mohla znovu využít 794,000 akrů země na komerční chov ovcí.

## Nejvyšší hofmistryně
Při nástupu královny Viktorie na trůn byla vévodkyně Harriet jmenována Mistress of the Robes (Nejvyšší hofmistryní) a udržela si tuto pozici, dokud byli u vlády Whigové, až do smrti svého manžela (srpen 1837 až září 1841, červenec 1846 až březen 1852, leden 1853 až únor 1858, červen 1859 až duben 1861). Z odmítnutí královny rozloučit se s vévodkyní a jejími dalšími dámami vznikla v roce 1839 Ložnicová krize, což vedlo k tomu, že se Whigové vrátili do úřadu. Po smrti královnina manžela, prince Alberta, trávila Viktorie první týdny vdovství výhradně ve společnosti vévodkyně Harriet.
V roce 1861 vznikla 4. rogartská společnost 1. Sutherlandského dobrovolnického pěchotního sboru.
Posledním vévodkyniným veřejným vystoupením bylo při sňatku prince z Walesu v roce 1863. Toho roku onemocněla a už se nikdy zcela nezotavila. Byla však schopná pobavit se s Garibaldim, jehož obdivovala, v Chiswick House a Trenthamu, Staffordshire, během jeho návštěvy Anglie v roce 1864. Zemřela 27. října 1868 ve své londýnské residenci Lancaster House. Pohřbena byla v mauzoleu vévodů ze Sutherlandu v Trenthamu. William Gladstone byl jedním z nositelů rakve na jejím pohřbu. Vévodkyniny dopisy, z nichž některé byly jejím synem, lordem Ronaldem Gowerem v Stafford House Letters v částech IV-vi., vydány, dokazují, že byla laskavá a se smyslem pro humor. Zajímala se o architekturu a zahradnictví.

## Potomci
Se svým manželem Georgem, za něhož se provdala 28. května 1823, měla jedenáct dětí:
- Elizabeth Campbellová, vévodkyně z Argyllu (30. května 1824 – 25. května 1878), provdala se za George Campbella, 8. vévodu z Argyllu
- Evelyn Leveson-Gowerová (8. srpna 1825 – 1869), provdala se za Charlese Stuarta, 12. lorda Blantyre
- Caroline Leveson-Gowerová (15. dubna 1827 – 1887), provdala se za Charlese FitzGeralda, 4. vévodu z Leinsteru
- George Sutherland-Leveson-Gower, 3. vévoda ze Sutherlandu (19. prosince 1828 – 22. září 1892)
- Blanche Julia Sutherland-Leveson-Gowerová (26. června 1830 – 24. února 1832)
- Frederick George Leveson-Gower (11. listopadu 1832 – 6. října 1854)
- Konstancie Gertruda Leveson-Gower (16. června 1834 – 1880), provdala se za Huga Grosvenora, 1. vévodu z Westminsteru
- Viktorie Sutherland-Leveson-Gowerová (16. května 1838 – 19. června 1839)
- Albert Leveson-Gower (21. listopadu 1843–1874), oženil se s Grace Abdyovou, dcerou sira Thomase Nevilla Abdyho, 1. baroneta
- Ronald Gower (2. srpna 1845 – 9. března 1916)
- Alexandrina Sutherland-Leveson-Gowerová (3. února 1848-21. června 1849)